# Lázaro Lozano
Pour les articles homonymes, voir Lozano.
Bonifacio Lázaro Lozano né à Nazaré (Portugal) le 15 février 1906 et mort à Madrid (Espagne) le 24 avril 1999 est un peintre luso-espagnol,,
Il se définit lui-même comme un « peintre ibérique » et est surtout connu pour ses peintures taurines et ses fresques monumentales des gens de mer de Nazaré, au Portugal.

## Biographie
À sa naissance à Nazaré, au Portugal, sa famille espagnole de Lázaro Lozano l'inscrit au consulat d'Espagne comme sujet espagnol. L'année qui suit sa naissance, son père fonde une industrie du poisson salé à Setúbal, au sud de Lisbonne, ce qui amène la famille à déménager dans cette ville, où il grandit et fait sa scolarité. Lázaro Lozano étudie à l'École des beaux-arts de Lisbonne dans l'atelier du peintre portugais Veloso Salgado. Sans terminer ses études, il remporte une médaille de bronze à la 26e Exposition nationale des beaux-arts de Lisbonne en 1929. En 1931, il obtient le titre de l'école des beaux-arts de San Fernando à Madrid et se lie d'amitié avec son camarade Juan de Ávalos (en).
En 1932, il épouse María Alice, modèle constant de ses œuvres picturales, avec laquelle il a une fille, Ana María, qui deviendra chorégraphe et professeur de ballet. En 1934, il obtient la bourse Conde de Cartagena de l'Académie des beaux-arts de San Fernando, en Espagne, pour son œuvre Adán y Eva. Le peintre et sa famille passent la guerre civile à Madrid et exposent en 1939 avec le sculpteur Juan de Ávalos au musée d'Art moderne[Lequel ?], initiant ainsi une série d'expositions des deux auteurs qui se sont tenues à Madrid et à Lisbonne.
En 1941, il obtient la médaille de bronze à l'Exposition nationale des beaux-arts pour l'œuvre Seafarers et une bourse pour poursuivre ses études à l'étranger. Il choisit sa ville de naissance portugaise, Nazaré, où se trouvent ses modèles, parmi les pêcheurs et leurs familles, dont en plus des peintures il réalise des dessins réalistes d'une grande virtuosité. En 1942, il remporte le prix Rocha Cabral de l'Académie nationale des beaux-arts de Lisbonne pour le triptyque de Nazaré (gens de mer) et en 1943, il obtient la médaille d'argent à l'Exposition nationale des beaux-arts pour un autre triptyque lié au précédent, les Pêcheurs de Nazaré. Les deux, mesurant environ 2 × 2,40 m, sont conçus comme des retables ethnographiques, avec un certain mysticisme. La même année, il expose avec Juan de Ávalos à la Société nationale des beaux-arts de Lisbonne et l'année suivante, il fait une exposition individuelle dans le même espace.
Après les années de formation entre 1932 et 1945, il peint avec un langage académique, monumentaliste[Quoi ?] et symboliste qui reflète le destin tragique des pêcheurs. En 1945, il participe à la 1re Exposition d'arts plastiques du Groupe des artistes portugais (GAP), à la Société nationale des beaux-arts de Lisbonne, et le fera en éditions successives. En 1946, il s'installe à Lisbonne dans le quartier des artistes de Campo de Ourique, sur la Rua Coelho da Rocha. En 1958, il remporte la médaille d'honneur du Salon national des beaux-arts de Lisbonne.
Pendant de nombreuses années, il fait des voyages à travers l'Europe qui se reflètent dans ses cahiers, admirant les peintures et reliefs médiévaux et les primitifs italiens, références esthétiques de ses peintures successives.
En 1954, il déménage à Madrid sous la pression de sa famille, mais il expose fréquemment en Espagne et au Portugal et se considère comme un peintre ibérique. En 1962, il obtient le prix du Conseil provincial de Badajoz à l'Exposition nationale des beaux-arts de Madrid, pour son œuvre Entierro de Cristo. L'année suivante, il remporte le premier prix et le diplôme d'honneur de l'État à la première Biennale d'Estrémadure pour son travail d'apostolat de la mer d'un style très personnel. De 1946 à 1970, Lázaro Lozano opte pour un expressionnisme dramatique avec les souvenirs de Goya et la création de figures à la fois à partir de petits canons d'évocation primitive et de corps allongés avec un certain hiératisme.